# (2330) Ontake
(2330) Ontake est un astéroïde de la ceinture principale.

## Description
(2330) Ontake est un astéroïde de la ceinture principale. Il fut découvert le 18 février 1977 à Kiso par Hiroki Kosai et Kiichiro Hurukawa. Il présente une orbite caractérisée par un demi-grand axe de 3,18 UA, une excentricité de 0,04 et une inclinaison de 8,7° par rapport à l'écliptique.

## Compléments